# Liste der Naturdenkmäler im Landkreis Forchheim
Im Landkreis Forchheim gab es am 20. Oktober 1976 230 Naturdenkmäler. Durch weitere Verordnungen wurden einige hinzugefügt, andere gestrichen.